# Junceustreptus jucundus
Junceustreptus jucundus är en mångfotingart som beskrevs av Demange 1961. Junceustreptus jucundus ingår i släktet Junceustreptus och familjen Harpagophoridae. Inga underarter finns listade i Catalogue of Life.